# 熊谷俊輝
熊谷 俊輝（くまがい としき、2007年9月18日 - ）は、日本の男性俳優、声優。岡山県出身。エイベックス・ピクチャーズ所属。

## 来歴
6歳の時に倉敷音楽祭に出場して歌唱した。8歳より本格的なレッスンを始める。その契機となったのは、「キラットエンタメチャレンジコンテスト2016」に初出場で歌部門の準グランプリに入賞したことだった。歌への関心は、ミュージカルを学んでいた姉の影響である。
歌唱力が高く、幼少期から子役として数々のミュージカルに出演した。2019年、ミュージカル『ラヴ・ネヴァー・ダイズ』で初舞台、同年にミュージカル『ファントム』にも出演。2019年に公開されたフルCG映画『ライオン・キング』では子供時代のシンバの吹き替えを担当。

## 人物
趣味はギター。特技は歌、ピアノ。

## 出演
太字はメインキャスト。

### テレビアニメ
2022年
- 遊☆戯☆王ゴーラッシュ!!（2022年 - 2025年、王道遊飛）

2023年
- The Legend of Heroes 閃の軌跡 Northern War（ニーズヘック少年兵）

2024年
- ひみつのアイプリ（2024年 - 2025年、京極諒太） - 2シリーズ
- 多数欠（王野頼音）
- 君は冥土様。（横谷人好）

2025年
- 戦隊大失格（視聴者）
- 異世界黙示録マイノグーラ〜破滅の文明で始める世界征服〜（伊良拓斗〈イラ＝タクト〉）

### 劇場アニメ
- 映画 ふしぎ駄菓子屋 銭天堂 つりたい焼き（2020年、慶司[17]）
- ぼくらのよあけ（2022年、デンスケ）

### ゲーム
- 18TRIP（2024年、輝矢宗氏）
- 遊戯王 デュエルリンクス（2024年、王道遊飛[18]）

### 吹き替え

#### 映画
- ライオン・キング（2019年8月9日、ウォルト・ディズニー・ジャパン、シンバ（子供時代）[5]）
- タイラー・レイク -命の奪還-（2020年4月24日）
- 家なき子 希望の歌声（2020年11月20日、主人公・レミ[19]）
- ハリガン氏の電話（2022年、幼いクレイグ）
- バイオハザード: ウェルカム・トゥ・ラクーンシティ（2022年1月28日、クリス幼少期）[20]

#### ドラマ
- 王への手紙（2020年3月20日 - 、Netflix、主人公・ピアック）
- TITANS シーズン3（2021年12月8日、ディック少年）
- サンドマン（2022年、少年アレックス）
- ステップ～最高の一歩～（2022年9月、Apple TV+、主人公：ジョシュ）
- アバター：伝説の少年アン（2024年2月、Netflix、テオ）

#### アニメ
- クロース（2019年11月15日、Netflix）
- Yasuke -ヤスケ-（2021年、一郎）

### ミュージカル
- ラヴ・ネヴァー・ダイズ（2019年1月15日 - 2月26日、グスタフ[3]）
- ファントム（2019年、少年エリック[4]）
- ナイン（2020年、リトル・グイド）
- 黒執事〜寄宿学校の秘密 2024〜（2024年、マクミラン[21]）

### テレビ番組
- あにレコTV（2024年5月、テレビ東京）
- 遊☆戯☆王ゴーラッシュ!!七夕音楽祭（2024年7月、テレビ東京）

### Web
- セガトイズ「WHO are YOU?」（2018年 - 2020年）[22]
- ライオン株式会社　おくちからだプロジェクト（2021年）

### シリーズ一覧
1. ↑  第1期（2024年 - 2025年）、第2期『リング編』（2025年）